# Nubelloides albomaculata
Nubelloides albomaculata är en insektsart som beskrevs av Evans 1972. Nubelloides albomaculata ingår i släktet Nubelloides och familjen dvärgstritar. Inga underarter finns listade i Catalogue of Life.